# Quand les femmes ont pris la colère
Quand les femmes ont pris la colère és un documental francès dirigit per Soazig Chappedelaine i René Vautier, estrenat el 1978.

## Argument
A Couëron el 1975, a la fàbrica Tréfimétaux pertanyent al grup Pechiney-Ugine-Kulhman, les dones d'obrers van envair el despatx del gerent. Parlen de les seves condicions de vida. En dues hores aconsegueixen el que els seus marits en vaga reclamen des de fa mesos. La direcció de Pechiney-Ugine-Kulhman presenta una querella. Dotze dones estan acusades de confinament forçat. La mobilització està organitzada. Fan una crida a Unité production cinéma Bretagne, per documentar la seva lluita. Confiaran a la càmera, parlaran d'elles mateixes, de la seva parella, del seu compromís polític. El judici, que suscita una gran mobilització a favor de les dotze dones acusades, queda abandonat després de la retirada de la denúncia.

## Anàlisi
Soazig Chappedelaine comença el rodatge uns mesos abans del judici. La pel·lícula planteja la qüestió de la privadesa. Els dotze acusats afirmen ser dones. Entre elles, sis estan actives. Cap d'elles treballa a Tréfimétaux. Parlen de violència conjugal i obstètrica, de la no participació dels homes en les tasques domèstiques. Una d'elles declara que "l'alliberament de les dones requereix un canvi econòmic". Un altre testimoni de l'equilibri de poder entre homes i dones dins de les lluites. Ella diu que “ja siguin treballadors, sindicalistes o fins i tot activistes polítics, els costa admetre la força que les dones poden aportar a determinades lluites [...], tenen por d'encallar-se, les dones els van massa ràpid, doncs ho senten una mica així […] perquè també necessiten una certa educació per, com diuen, l'alliberament de la dona, i en aquesta experiència de Tréfimétaux, me'n vaig adonar moltíssim ».
La pel·lícula va ser restaurada el 2021, per Moïra Chappedelaine-Vautier.

## Seleccions
- Festival Internacional de Cinema de Rotterdam 1977[6]
- Festival de Cinema de Douarnenez/Gouel ar filmoù 2017[6]
- 73è Festival Internacional de Cinema de Canes (selecció Cannes Classics)[7]